# Berlineta

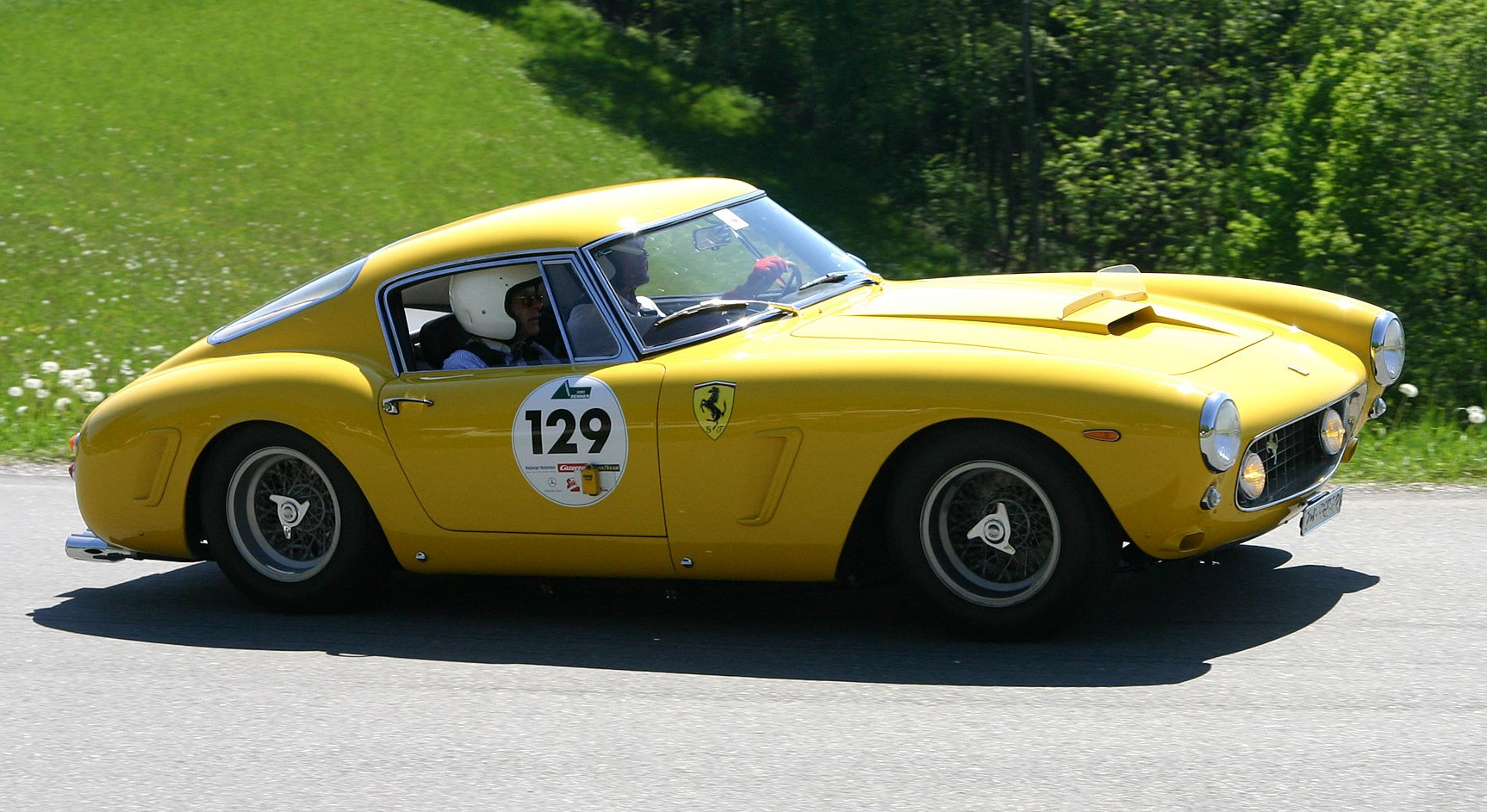
Ferrari 250 Berlinetta SWB.

Berlineta (do italiano: berlinetta), é um tipo característico de carroceria automotiva, um coupé para dois passageiros com o desenho do vidro traseiro inclinado a aproximados 45° com o plano horizontal e terminando abruptamente em um corte vertical, sem destaque para o porta malas ou cofre do motor, se este for traseiro. O significado original de berlinetta em italiano é "sedã pequeno".
O termo foi popularizado pela Ferrari na década de 1950. Maserati, Opel, Alfa Romeo, Alpine e outros fabricantes de automóveis europeus também usaram o termo berlineta.